# William Heinrich Adolf Tatter
William Heinrich Adolf Tatter (* 1823 in Hannover; † 1897 ebenda) war ein deutscher Oberhofgärtner und Autor.

## Leben
William Heinrich Adolf Tatter war ein Mitglied der seit der ersten Hälfte des 17. Jahrhunderts bekannten Gartenmeister- und Hofgärtnerfamilie Tatter und ein Sohn von Wilhelm Heinrich Tatter.
Tatter wurde zur Zeit des Königreichs Hannover geboren und besuchte die Hofschule der Residenzstadt. Ab 1841 durchlief er eine Ausbildung bei dem Botaniker und Gartenbauer Heinrich Ludolph Wendland in den Herrenhäuser Gärten. 1844 ging Tatter nach Linden und wirkte im dortigen Küchengarten. Später wandte er sich nach Potsdam, um in der Melonerie von Schloss Sanssouci Erfahrungen zu sammeln. 1847 begab er sich auf Studienreisen durch Europa.
1848 wirkte Tatter als Gehilfe in den Kew Gardens in London, unternahm dann weitere Reisen durch England, Schottland und Irland. Schließlich fertigte er erste Gartenplanungen, darunter eine für die Villa Hügel der Familie von Alfred Krupp in Essen.
1854 arbeitete Tatter abermals in den Anlagen vom Küchengarten in Linden, diesmal als Direktor. 1861 verfasste er ein Buch über Praxis der Obsttreiberei.
Nach der Annexion des Königreichs Hannover durch Preußen wurde Tatter 1869 zunächst mit dem Titel eines Hofgärtners, ab 1879 dann als Oberhofgärtner in den Großen Garten von Herrenhausen berufen. In den Herrenhäuser Gärten hat sich William Heinrich Adolf Tatter vor allem um die Erhaltung der Hecken sowie der Herrenhäuser Allee verdient gemacht.
Tatters Sohn Georg Tatter durchlief zunächst ebenfalls eine Karriere als Hofgärtner.

## Schriften
- Die praktische Obst-Treiberei sowohl in Treibhäusern, Treibkästen und Mistbeeten, wie auch in Talutmauern. Mit 46 in den Text gedruckten Abbildungen, bearbeitet für den praktischen Gärtner von W. Tatter, Königl. Hannoverscher Hofgärtner, Hamburg: Robert Kittler, 1861
- Anleitung Zur Obsttreiberei. Mit 72 in den Text gedruckten Abbildungen / von W. Tatter, Königlicher Hofgärtner in Herrenhausen bei Hannover, Stuttgart: Ulmer; Ravensburg: Maier, 1879